# Георг II (Ортенбург)
Георг II (III) фон Ортенбург (на немски: Georg II (III) von Ortenburg; † пр. февруари 1489) е граф на Ортенбург от 1460 до 1488 г. след смъртта на братовчед му Алрам II.

## Биография
Той е големият син на граф Хайнрих V († 1449) и първата му съпруга Урсула Екер цу Залденбург († 1436).
През 1466 и 1467 г. Георг е на служба като съветник на херцог Лудвиг IX от Бавария-Ландсхут. През 1471 г. става съветник на пфалцграф Ото II от Мозбах. След смъртта на братовчед му Алрам II, той става през 1460 г. управляващ граф на Имперското графство Ортенбург. През 1488 г. Георг се отказва по здравословни причини от службата в полза на брат му Себастиан I.

## Фамилия
Георг II се жени за Анастасия фон Фраунберг († 1502). Те имат децата:
- Барбара († 1502), ∞ Готфрид фон Щархемберг цу Пюрнщайн († 20 юли 1493), ∞ Файт фон Еберсдорф († 1502)
- Сибила († 20 април 1520 в Мюнхен)
- Волфганг († 29 юли 1519), граф на Ортенбург
- Хайнрих VI/VIII († sl. 1496)